# Eparti II.
Eparti II. (auch Ebarti II.) war ein König von Elam, der um 1890 v. Chr. mit den „Königen von Anšan und Susa“ eine neue Dynastie begründete. Obgleich zahlreiche Tontafeln mit akkadischen Rechtsurkunden vor allem aus Susa ihn als historische Person bezeugen, ist über seine Herkunft nichts bekannt. Eparti II. versah seinen Namen in diesen Schriftstücken stets mit dem Götterdeterminativ und hob sich so von seinen Vorgängern und Nachfolgern ab.